# 이윤지 (모델)
이윤지(1990년 7월 21일 ~ )는 대한민국의 여성모델이다.